# Leo Malm
Leopold (Leo) Alexander Malm, född 4 maj 1878 i Örebro, död 17 oktober 1950 i Concord, New Hampshire, USA, var en svensk-amerikansk träsnidare och konsthantverkare.
Han var son till snickaren Axel Wilhelm Malm och Betty Larsson och från 1903 gift med Anna Muser. Malm kom till Amerika som barn och studerade sex år vid South End Industrial School i Boston och senare på 1890-talet för den tyska träsnidaren Alois Lang i Boston. Han bosatte sig 1908 i Concord där han fick ett arbete som mönstertecknare för en silvergravör och silversmed. Han deltog i flera konsthantverksutställningar i New Hampshire och han medverkade i världsutställningen i New York 1909. Hans konst består av snidade djurfigurer av olika träslag. Vid sidan av sitt arbete och eget skapande var han verksam som lärare i träsnideri vid Manchester Institute of Arts and Science i New Hampshire. 